# Rotala capensis
Rotala capensis är en fackelblomsväxtart som först beskrevs av William Henry Harvey, och fick sitt nu gällande namn av A. Fernandes och Diniz. Rotala capensis ingår i släktet Rotala och familjen fackelblomsväxter. Inga underarter finns listade i Catalogue of Life.